# العجمة (الجوبة)

تعديل مصدري - تعديل

العجمة هي إحدى قرى عزلة يعرة بمديرية الجوبة التابعة لمحافظة مأرب، بلغ تعداد سكانها 907 نسمة حسب تعداد اليمن لعام 2004.